# جیمی ترنر
جیمی ترنر (به انگلیسی: Jimmy Turner) بازیکن فوتبال زادهٔ ۱۸۶۵ اهل کشور انگلستان که سابقهٔ بازی در تیم ملی فوتبال انگلستان را در کارنامهٔ خود دارد. وی در تاریخ ۱۳ مارس ۱۸۹۳ نخستین بازی ملی خود را در مقابل تیم ملی فوتبال ولز انجام داد و با حضور در ۳ بازی ملی، در تاریخ ۵ مارس ۱۸۹۸ واپسین بازی ملی‌اش را در برابر تیم ملی فوتبال ایرلند برگزار کرد.